# Netolismus
Závislost na internetu, někdy též netolismus, netholismus, netoholismus, netománie či netomanie je chorobná závislost na virtuálních drogách. Těmi jsou internet a jeho služby, tzn. hraní webových her, chatování, sledování e-mailů, běžné surfování apod.

## Kdy lze mluvit o závislosti
O závislosti se dá mluvit v případě kdy aktivitou:
- Jsou postiženy vztahy rodinné a přátelské.
- Je negativně ovlivňováno zdraví jedince.
- Je negativně ovlivněna práce nebo škola.
- Je zasahováno do trestně-právní oblasti.

## Skupiny netoliků
- Teenageři a děti – nejrizikovější skupina a nejpočetnější v počtu závislých.
- Dospělí – ve velmi malé míře, netolismus je většinou přenesen už z dětství, v menší míře získán až v dospělosti.

## Hlavní příznaky
- Neodtržitelnost od internetu.
- Nedodržování pitného a stravovacího režimu.
- Ignorace okolí a uzavírání se do sebe sama.
- Nervozita či agrese při absenci internetu.
- Jiné zájmy než PC, sociální sítě a podobně nejsou.

## Následky
- Postupná ztráta přátel z reality.
- Ztráta koníčků.
- Zvýšené zdravotní potíže (především páteře a zraku).
- Ztráta sociálních schopností (navazování vztahů, přátelství a podobně).
- Částečná ztráta komunikačních schopností a schopnosti rychlého vybavování slov, uživatel tak nemluví plynule, během řeči hledá slova.

## Léčba
Ačkoliv je netolismus jedna z menších závislostí, oproti závislosti na drogách, alkoholu, hracích automatech a nehrozí při ní tak závažné důsledky (dluhy, špatný zdravotní stav). Jedná se stále o závislost, pro její léčbu je třeba motivace.
1. Ukončení činnosti, na které je závislost konána. Většinou to bývají videohry, sociální sítě, filmy. V tomto bodě se mohou dostavit abstinenční příznaky, ty je nutné překonat, dokud neodezní. Po odeznění je nutné se vyvarovat činnosti na které je závislost konána. Pokusy o přidělení omezeného časového úseku k provozování činnosti většinou ztroskotají, čímž se závislost může ihned vrátit zpět.
2. Po vyléčení závislosti zůstává spektrum oblíbených činností prázdné. Nalezení nové činnosti není vůbec jednoduché. V praxi netolismus probíhá před začátkem léčby několik let. Za tuto dobu se závislý jedinec odnaučí dělat jakoukoliv jinou činnost – sport, cestování, navazování vztahů, domácí kutilství a tak dále. Naučí se stereotypnímu stylu života (sedavý styl života, apatičnost k okolí a jiným aktivitám) a také ztratí sociální dovednosti, nedokáže navazovat vztahy či přátelství na běžné sociální úrovni. Vytrácí se schopnost plynule hovořit, při hovorech dohledává slova. Tento stereotyp není příliš přívětivý pro běžný život. Je důležité najít si jiný zájem – podmínkou je, že takový zájem musí být dobrovolný, musí naplňovat, musí být zábavný pro daného člověka. Ustupování od tohoto stereotypu nelze provést ihned ze dne na den. Většinou bývá samovolný po malých částech. Tento proces trvá 1–2 roky. Tento stereotyp tak postupně mizí.
3. Po částečném vymizení navyklého stereotypu a získáním nových zálib hrozí možnost návratu stereotypu. Je nutné si proto nastavit pravidla pravidelného provozování činností a zálib. Ten by se měl dodržovat. Po půl roce až roce usilovného snažení tento stereotyp vymizí a závislost se vytrácí. Vyléčený člověk má různorodé záliby a je sociálně schopný navazovat vztahy či přátelství, má předpoklad pro kariéru a k dobrým pracovním výsledkům.

## Názor veřejnosti
Dle průzkumů většina veřejnosti o rizicích netolismu, jakožto netolismu samotného nemá vůbec ponětí.[zdroj?] Část rodičů se domnívá, že uměle vyrobené slovo „netolismus“ znamená cosi ve vztahu k městu Netolice.[zdroj⁠?!] Část rodičů nechává své děti u aktivit způsobující závislost, aby dle svých slov ochránila před riziky hrozící „venku“ – drogy, alkohol, špatný vliv kamarádů. Načež si neuvědomují, že nemají prostor k naučení se sociálních dovedností. Menší část rodičů si rizika internetových závislostí uvědomuje, zájmy svých děti usměrňuje do rovnováhy. Většinou ale platí, že netolismus a jeho rizika drtivé většině veřejnosti nic neříkají.[zdroj?]